# Vol Air Transport International 805
Le 15 février 1992, le Douglas DC-8 effectuant le vol Air Transport International 805, un vol cargo régulier, qui reliait Seattle à Toledo, exploité par Burlington Air Express, pour le compte d'Air Transport International (en), s'est écrasé lors de son approche finale, après une deuxième tentative de remise de gaz, à 5 km au nord-ouest de l'aéroport de Toledo Express, tuant les quatre personnes à bord de l'appareil.
Le Conseil national de la sécurité des transports (NTSB) a déterminé que l'accident a été causé par une erreur de pilotage due à l'incapacité de l'équipage à garder le contrôle de l'avion, lors d'une procédure d'approche interrompue.

## Contexte

### Avion

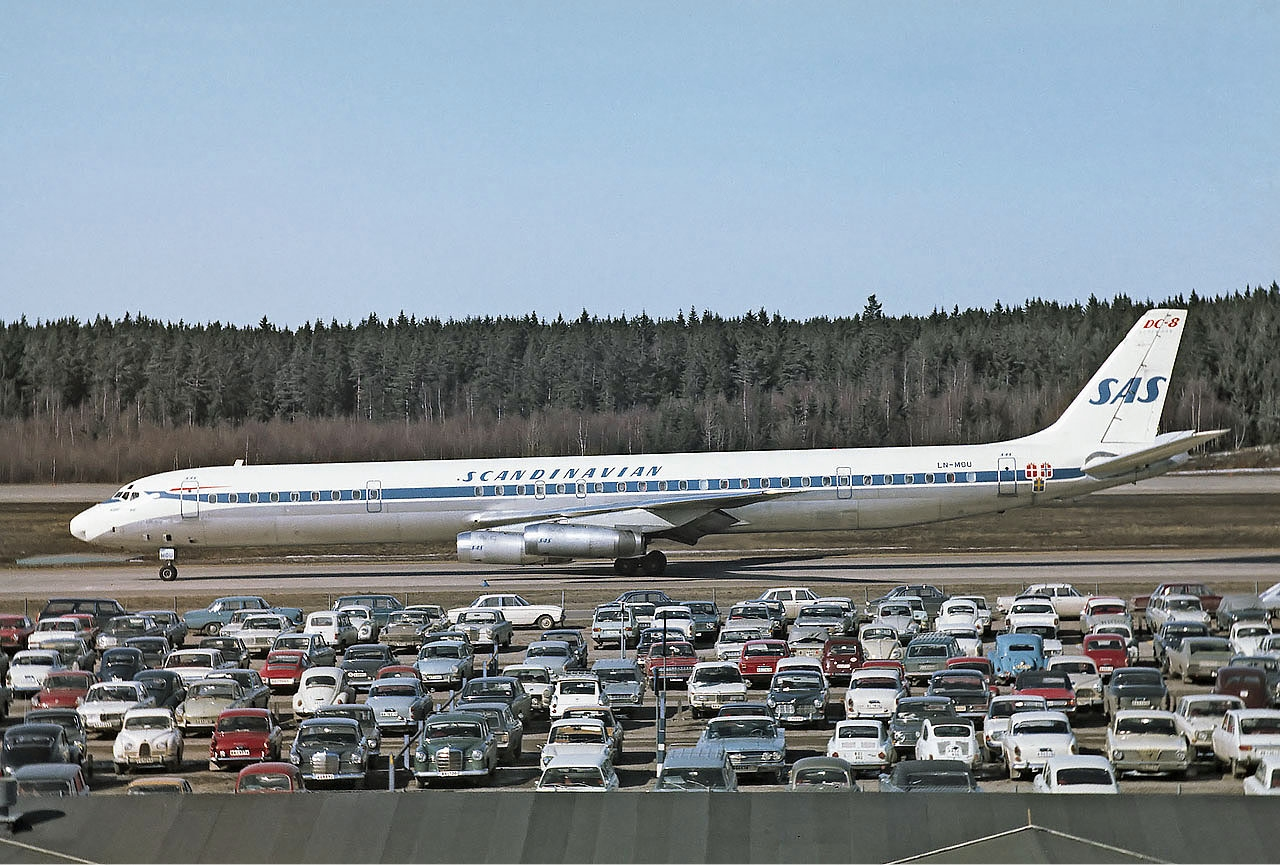
L'appareil impliqué dans l'accident, alors qu'il opérait pour Scandinavian Airlines System (LN-MOU), ici en avril 1969.

L'appareil assurant ce vol était un Douglas DC-8-63F, immatriculé N794AL, qui a effectué son vol inaugural en 1968. Il s'agissait initialement d'un avion de transport de passagers et a été livré à Scandinavian Airlines System (SAS) le 16 août de la même année, avec comme immatriculation LN-MOU. Il a ensuite opéré pour Icelandair, Thai Airways International et TransOcean Airways (en), avant d'être converti en avion cargo et vendu à Burlington Air Express. Il cumulé 70 084 heures de vol et 22 804 cycles (décollage/d'atterrissage) au moment de l'accident et était propulsé par quatre moteurs Pratt & Whitney JT3D-7.
Le 13 novembre 1991, lors d'un vol reliant Toledo à Los Angeles (pour le compte de Flagship Express), la porte de soute cargo de l'avion s'est ouverte peu après le décollage de l'aéroport de Toledo Express. Le DC-8, qui n'a subit que des dommages mineurs, a pu atterrir en toute sécurité et les trois membres d'équipage ont survécu sans blessure. Cette défaillance de la porte de soute a été causée par le fait que le mécanicien navigant n'a pas vérifié que la porte était correctement fermée avant le décollage. L'équipage n'était également pas au courant de la fermeture incorrecte de la porte, car le câblage électrique usé a provoqué l'extinction du voyant de la porte alors que la porte elle-même n'avait pas été correctement fermée. De plus, la porte avait été mal installée par le service de maintenance au sol, avec l'utilisation de serrures trop faibles pour pouvoir la maintenir verrouillée en vol.

### Équipage
Le commandant de bord était Harry Baker (59 ans), qui totalisait 16 382 heures de vol, dont 2 382 heures sur DC-8. Le copilote était Tim Hupp (37 ans), qui totalisait 5 082 heures de vol, dont 3 135 sur DC-8 (1 148 heures en tant que mécanicien navigant et 1 992 heures en tant que copilote). Le mécanicien navigant était Jose Montalbo (57 ans), qui totalisait 21 697 heures de vol, dont 7 697 heures sur DC-8. Un quatrième pilote, Ramon Papel, alors pilote chez Buffalo Airways, était également à bord en tant que passager non payant.

## Accident
Le vol 805 a décollé de Seattle à 21h45, heure normale de l'Est ; le copilote Hupp était alors le pilote en fonction (PF). Le vol s'est déroulé sans incident jusqu'à ce qu'il s'approche de Toledo. L'équipage a été autorisé à effectuer une approche de type ILS vers la piste 07, le contrôleur informant l'équipage de précipitations légères à modérées sur la piste. À 03h02, le vol 805 a été autorisé à atterrir et le commandant Baker a accusé réception de la transmission. 
L'enregistreur phonique du poste de pilotage (CVR) a ensuite enregistré l'équipage passant en revue la check-list d'atterrissage. Après cela, cependant, le commandant a commencé à se plaindre au copilote qu'il volait trop lentement, les volets n'ayant pas été sortis dans la configuration requise pour l'atterrissage. Du coup, l'appareil n'a pas réussi à s'aligner avec la piste et se trouvait sous la trajectoire de descente, ce qui a entraîné une approche instable. Baker a ensuite entamé une remise des gaz à 03h13.
Lorsque le contrôleur d'approche a demandé au vol 805 pourquoi il avait initié la remise des gaz, le commandant Baker a répondu : « Nous avons perdu l'alignement par rapport à la piste... nous ne pouvions pas nous positionner pour l'approche finale... nous avions la trajectoire de descente, mais pas l'alignement avec la piste ». Le contrôleur d'approche a alors donné au vol 805 un cap de 100 degrés pour effectuer une nouvelle approche.
Au cours de la deuxième approche, l'appareil a réussi à s'aligner avec la piste, le commandant informant le copilote des conditions météo. À 03 h 21, le vol 805 a de nouveau été autorisé à atterrir sur la piste 07. Cependant, l'approche est redevenue déstabilisée, l'avertisseur de proximité du sol (GPWS) émettant trois avertissements indiquant que le taux de descente était trop élevé. À 03h24, Baker a dit à Hupp qu'il prenait les commandes de l'avion et a lancé une autre remise de gaz.
À 3h25, le copilote a signalé la remise des gaz au contrôleur de la tour et a reçu l'ordre de monter et de maintenir 3 000 pieds (910 m), puis de tourner à gauche sur un cap de 300 degrés. Cependant, l'avion a commencé à prendre une assiette à cabrer de 25° et à s'incliner de 80° sur la gauche. Le commandant a redonné le contrôle de l'avion au copilote et lui a demandé s'il avait le contrôle, ce qu'il a confirmé. Ce dernier a alors tenté de relever le nez de l'avion et de remettre les ailes à plat, mais n'a pas pu reprendre le contrôle. À 03h26, l'avion s'est écrasé au sol à 5 km de la piste 07. 
Les quatre personnes à bord ont été tuées sur le coup et l'avion a été détruit par l'impact avec le sol et l'incendie qui a suivi. Des parties de l'avion ont atterri dans l'arrière-cour d'une maison à proximité. Personne au sol n'a été tué, mais une personne dans la maison et 12 pompiers ont été blessées, à cause notamment de l'inhalation de fumée.

## Enquête
Au cours de l'enquête du Conseil national de la sécurité des transports (NTSB), les deux enregistreurs de vol ont été récupérés parmi les débris de l'avion. Les enquêteurs ont découvert que, lorsque le commandant Baker a pris les commandes, il a été victime de désorientation spatiale et a accidentellement placé l'avion dans un virage à gauche, avec une assiette irrécupérables pour l'équipage. Le NTSB s'est également concentré sur les indicateurs d'attitude (ADI) de l'avion, les facteurs humains, les changements de puissance à l'aide de l'enregistreur de paramètres (FDR) et la manière dont le copilote Hupp a pris les commandes de l'avion.
En raison de l'incident précédent concernant la porte de soute du DC-8, le NTSB a envisagé la possibilité que l'avion ait à nouveau connu une ouverture de la porte de soute en plein vol. Sept loquets de la porte ont été retrouvés, dont l'un avait perdu ses goupilles de verrouillage lors de l'impact. Si la porte de soute s'était brutalement ouverte en plein vol, l'enregistreur phonique (CVR) aurait soudainement enregistré un bruit fort de l'air extérieur s'engouffrant à bord de l'avion. Le CVR du vol 805 n'a pas enregistré cela, et l'équipage n'a pas signalé de bruits anormaux durant tous le vol. L'équipage n'a pas non plus allumé le voyant d'avertissement de la porte, indiquant un problème avec celle-ci. Ainsi, le NTSB a conclu que la porte de soute fonctionnait normalement, ne s'était pas ouverte en plein vol et n'était pas un facteur contributif dans cet accident.
Le dysfonctionnement de l'ADI du commandant de bord est le scénario le plus probable, car le NTSB n'a pas été en mesure de déterminer ses relevés au moment de l'impact. Cependant, un seul ADI a été récupéré, mais il a été gravement endommagé lors l'accident. Le NTSB a fait allusion à plusieurs accidents antérieurs impliquant des dysfonctionnements de l'ADI, conduisant à la perte de repère et une désorientation spatiale de l'équipage. Les enquêteurs pense également que l'ADI du copilote fonctionnait normalement au moment de l'accident, en raison de sa réponse immédiate au commandant Baker qui lui a rendu le contrôle de l'avion et le fait qu'il a correctement exécuté la tentative de récupération, dans la mesure où il a tenté de mettre les ailes à plat, puis a commencé à relever le nez.
De plus, les différents interactions entre les membres de l'équipage ne représentaient pas une gestion des ressources de l'équipage (CRM) adéquate. Le NTSB n'a pas non plus été en mesure de déterminer pourquoi le copilote n'a pas réussi à stabilisé l'avion lors de la phase d'approche.
Le rapport final du NTSB, publié le 19 novembre 1992, a conclu que la cause principale de cet accident est l'incapacité de l'équipage à reconnaître correctement ou à corriger l'attitude inhabituelle de l'avion, résultant de la désorientation spatiale apparente du commandant de bord, en raison de facteurs physiologiques et/ou d'un ADI défaillant. 
Le NTSB n'a pas été en mesure de déterminer avec une certitude absolue si l'un de ces facteurs, à l'exception de l'ouverture de la porte de soute en vol qui a été écarté par les enquêteurs, avait causé ou contribué à l'accident.